# Craspedosis weylandensis
Craspedosis weylandensis là một loài bướm đêm trong họ Geometridae.